# Sens-Beaujeu

Sens-Beaujeu este o comună în departamentul Cher, Franța. În 1 ianuarie 2022 avea o populație de 403 de locuitori.